# Petra Lottje
Petra Lottje (* 1973 in Rheda-Wiedenbrück) ist eine deutsche bildende Künstlerin.

## Leben
Petra Lottje studierte von 1997 bis 2004 freie Kunst an der Hochschule für Bildende Künste Braunschweig als Meisterschülerin von John M. Armleder, wo sie nach Studienaufenthalten in Kanada und den USA im Jahr 2005 ihr Studium abschloss. Seit 2006 lebt und arbeitet sie in Berlin. Ihren ersten Lehrauftrag erhielt sie von 2018 bis 2019 für freies räumliches Zeichnen an der Universität der Künste Berlin. Von 2019 bis 2020 lehrte sie freies Zeichnen an der Berliner Kunstschule Die Etage.
Lottjes Videoarbeiten und Zeichnungen wurden international auf Filmfestivals, in Ausstellungen und auf Messen gezeigt. Seit 2019 ist sie Mitglied des Fachbeirats „Film und neue Medien“ der Berliner Guardinistiftung. Außerdem ist sie Mitglied der Künstlergruppe RUW! und hat mehrere Ausstellungen kuratiert.

## Werk
Lottje arbeitet vornehmlich mit Videos und zeichnet. Seit den frühen 2000er Jahren schuf sie zahlreiche Videoarbeiten, in denen sie selbst eine Hauptrolle einnimmt, während die Tonspur von bereits bestehenden Spielfilmen verwendet wird. Das Gesprochene erhält durch das neue Bewegtbild und die verbindende Lip-sync-Technik einen für die Betrachtenden neuen Kontext. In ihrem Kurzfilm „Mir fehlt nichts“ (2014), einem ausschließlich animierten, handgezeichneten Film, zeigt sie, wie mehrere Generationen einer Familie durch die Tragödie des Krieges geprägt werden. Die 2016 entstandene Video-Installation mit Mehrkanalton „Timecode“ macht die Mikrokommunikation und kleinste emotionale Regungen eines Paares (gespielt von Corinna Kirchhoff und Matthias Neukirch) bei einem in Zeitlupe wiedergegebenen Fotoshooting sichtbar.
2021 wandte sich Lottje erneut der Animation zu. Für die Ausstellung „Janssen ANIMIERT“ (2021/2022) im Horst-Janssen-Museum entstand die dreiteilige Animation „Die Liebe zum Kopffüßler“. Die von Bettina Munk und Jutta Moster-Hoos kuratierte Ausstellung lud fünf Künstler ein, sich mit dem Menschen und Künstler Horst Janssen auseinanderzusetzen. Lottje zeigte in ihren Animationen Janssen als Kopffüßler. Während sie bei „mir fehlt nichts“ jede Zeichnung eigenhändig gestaltete, entschied sie sich in Anbetracht der Werkfülle Janssens für das Open-source-Programm Open Toonz, um einmalig die Figur des Kopffüßlers zu entwickeln und explizit auf das weitere händische Zeichnen zu verzichten.
Eine andere Form von Lottjes Ausdruck sind die seit 2014 entstehenden minimalistische Einstrichzeichnungen von Einzelpersonen, Paaren und Gruppen. Seit 2019 zeichnet sie auch großformatig auf Papier, ergänzt durch Collagen und Scherenschnitte.
Begleitend zur Lottjes Einzelausstellung im Kunstverein Kunsthaus Potsdam, POSEIDON LACHT!, 2023, ist ein Katalog im Jakob Kirchheim-Verlag erschienen.

## Preise und Stipendien (Auswahl)
- 2010: Märkisches Stipendium für Bildende Kunst / Videokunst[1]
- 2013: Filmförderung des Beauftragten der Bundesregierung für Kultur und Medien[2]
- 2013+2016: Stipendium des Berliner Senats, Künstlerinnenförderung Film/Video[2]
- 2014: Dekalog-Filmpreis, 1. Preis, Berlin[10]
- 2015: Reisestipendium AG Kurzfilm & German Films, Montreal, Kanada[11]
- 2019: Neuköllner Kunstpreis, 3. Preis und Sonderpreis der STADT UND LAND Wohnbauten-GmbH[12]
- 2022 Stipendium Stiftung Kunstfonds zur Förderung der zeitgenössischen bildenden Kunst

## Einzelausstellungen (Auswahl)
- 2009: Director’s Cut, Jarmuschek + Partner, Berlin
- 2009: Episoden, Westwerk Hamburg
- 2010: Greenscreen, Märkisches Stipendium, Städtische Galerie Iserlohn[13]
- 2010: Understatement Hyperbole SAVVY Contemporary, Berlin kuratiert von Bonaventure Soh Bejeng Ndikung (mit S. Ramaroson)[14]
- 2011: Auf der Spur, Screening, Director’s Lounge, Berlin (mit C. Burz)[15]
- 2012: Daily, Kunstverein Buchholz/Nordheide, Buchholz[1]
- 2015: Isomere, Jarmuschek + Partner, Berlin
- 2016: No Gloom. Thanks, Oberwelt e.V., im Rahmen des Stuttgarter Filmwinters, Stuttgart[16]
- 2017: Timecode, Jarmuschek + Partner, Berlin[17]
- 2017: 问月/Fragen an den Mond, Lesung & Screening, Organhaus, Chongqing, Volksrepublik China
- 2020: Dividuum, Jarmuschek + Partner, Berlin[18]
- 2023 POSEIDON LACHT!, Kunstverein KunstHaus Potsdam[19]
- 2024 SO SIEHT SIE DER KUNDE, Jarmuschek + Partner[20]

Lottje nahm außerdem seit 2008 an Gruppenausstellungen in Deutschland sowie in der VR China, Italien, Kuba, der Schweiz, den USA und in Usbekistan teil. Zudem kuratierte sie einige Ausstellungen für den Berliner Kunstverein Neukölln.